# Henry King
Henry King, född 24 januari 1886 i Christiansburg, Virginia, död 29 juni 1982 i Toluca Lake, Kalifornien, var en amerikansk filmregissör, skådespelare och producent. King var en av grundarna till Amerikanska filmakademien. Han regisserade över 110 filmer där hans kändaste är den fyrfaldigt Oscar-belönade Sången om Bernadette från 1943. I flera av hans filmer spelar Tyrone Power eller Gregory Peck huvudrollerna.
King har en stjärna på Hollywood Walk of Fame vid adressen 6327 Hollywood Blvd.

## Filmografi i urval

### Regi
- 1925 – Stella Dallas
- 1926 – Den flygande juden
- 1926 – Stormens dotter
- 1927 – Flammande kärlek
- 1933 – Lyckans karusell
- 1937 – Sjunde himlen
- 1939 – Utanför lagen
- 1940 – Den förbjudna kyssen
- 1941 – En yankee flyger till London
- 1941 – En kvinna minns...
- 1942 – Den svarta svanen
- 1943 – Sången om Bernadette
- 1944 – Wilson
- 1949 – Skälmarnas furste
- 1949 – Luftens örnar (alt. titel Blodig gryning)
- 1950 – Hämndens timme
- 1951 – David och Batseba
- 1955 – Skimrande dagar
- 1956 – Karusell
- 1957 – Och solen har sin gång
- 1958 – Bravados
- 1959 – Solens dal
- 1959 – Älskade otrogna
- 1962 – Ljuv är natten